# Piave (formaggio)
Il Piave è un formaggio tipico veneto di latte vaccino a pasta cotta tutelato dalla denominazione di origine protetta. Si tratta di un formaggio grasso, di breve, media e lunga stagionatura, a pasta semidura e dura, a latte pastorizzato.

## Produzione
Il formaggio Piave viene prodotto con latte e stagionato solamente nel territorio della Provincia di Belluno e prende il nome dall'omonimo fiume. Prodotto ancora oggi secondo le antiche regole dell'arte casearia, racchiude in sé un sapore intenso e corposo che cresce con l'avanzare della stagionatura, conservando nel gusto una nota particolare che lo rende assolutamente unico. In virtù del suo gusto può essere proposto sia come formaggio da tavola, sia come prodotto da grattugia (nel caso del Piave vecchio). È un ottimo formaggio adatto a tutte le età grazie all'elevata digeribilità e all’alto valore nutritivo.

## Caratteristiche
Il formaggio Piave, facilmente riconoscibile dallo scalzo marchiato in senso verticale, presenta una crosta tenera e chiara nella tipologia fresco, mentre aumenta di spessore e consistenza con l’avanzare della stagionatura, diventando dura e di una colorazione tendente al marrone nella tipologia vecchio. La pasta si presenta bianca nella tipologia fresco e diventa color paglierino nelle stagionature più avanzate; l’occhiatura è assente e la consistenza della pasta arriva fino ad una leggera e caratteristica sfogliatura nella tipologia Vecchio.

## Tipologie

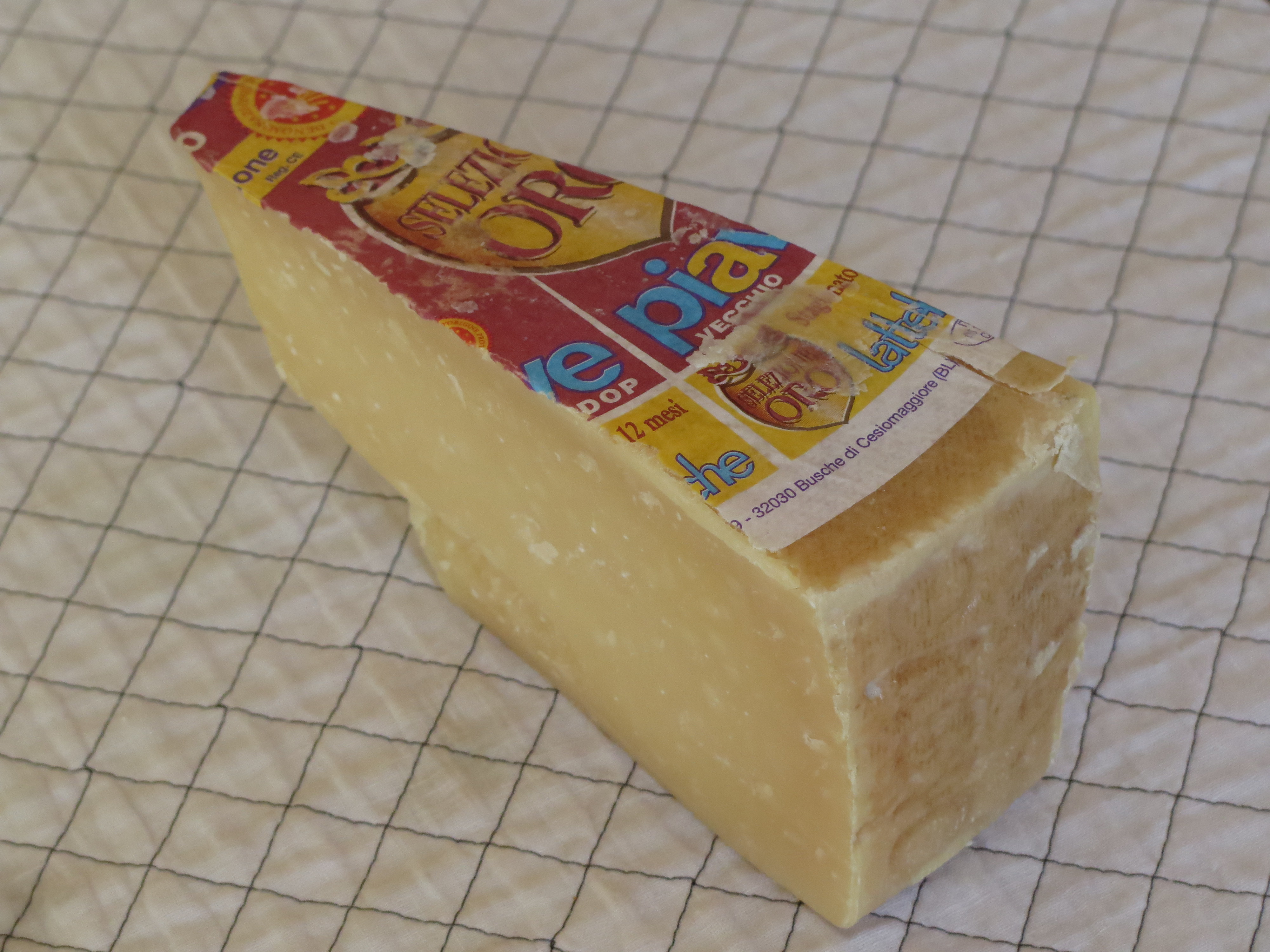
Una fetta di formaggio Piave vecchio selezione oro

Il formaggio Piave si distingue nelle seguenti cinque diverse tipologie:
- Piave Fresco, con stagionatura di 20-60 giorni.
- Piave Mezzano, con stagionatura di 61-180 giorni.
- Piave Vecchio, con stagionatura maggiore di 6 mesi.
- Piave Vecchio Selezione Oro, con stagionatura maggiore di 12 mesi.
- Piave Vecchio Riserva, con stagionatura maggiore di 18 mesi.

## Premi e riconoscimenti
| Anno | Luogo                  | Concorso                                       | Premio                                                             | Tipologia                                           |
| ---- | ---------------------- | ---------------------------------------------- | ------------------------------------------------------------------ | --------------------------------------------------- |
| 2005 | Verona                 | Olimpiadi Dei Formaggi                         | Medaglia d'Oro - Miglior Formaggio d'Esportazione                  | Piave Vecchio DOP                                   |
| 2007 | Oberstdorf             | Olimpiadi Dei Formaggi                         | Medaglia d'Argento - Miglior Formaggio d'Esportazione              | Piave Vecchio DOP Selezione Oro                     |
| 2007 | Mosca (Russia)         | Pir Cheese                                     | Medaglia d'Oro - Categoria Formaggi Duri                           | Piave Vecchio DOP Selezione Oro                     |
| 2008 | Dublino                | World Cheese Awards                            | Medaglia d'Oro - Categoria Formaggi Duri                           | Piave Vecchio DOP                                   |
| 2008 | Saint-Vincent (Italia) | Grolla D'oro Formaggi d'Autore Saint Vincent   | Medaglia d'Argento - Categoria Formaggi a Pasta Dura               | Piave Vecchio DOP Selezione Oro                     |
| 2009 | Saignelégier           | Olimpiadi Dei Formaggi di Montagna             | BuonItalia - Miglior Formaggio d'Esportazione                      | Piave Vecchio DOP Selezione Oro                     |
| 2010 | Santa Maria di Sala    | Caseus Veneti                                  | Medaglia d'Oro                                                     | Formaggio Piave DOP                                 |
| 2010 | Saint-Vincent (Italia) | Grolla D'oro Formaggi d'Autore Saint Vincent   | Medaglia d'Argento - Categoria Formaggi a Pasta Dura               | Piave Vecchio DOP Selezione Oro                     |
| 2011 | Arquà Polesine         | Caseus Veneti                                  | Medaglia d'Oro - Premio Della Critica                              | Formaggio Piave DOP                                 |
| 2011 | Birmingham             | World Cheese Awards                            | Medaglia d'Oro - Categoria Formaggi Duri                           | Piave Vecchio DOP                                   |
| 2012 | Quinto di Valpantena   | Caseus Veneti                                  | Medaglia d'Oro Di Categoria                                        | Formaggio Piave DOP                                 |
| 2012 | Londra                 | The Grocer Food & Drink Own Label              | Medaglia d'Argento - Categoria Formaggi Stagionati                 | Piave DOP Vecchio a Marchio Tesco                   |
| 2013 | Birmingham             | World Cheese Awards                            | Medaglia d'Oro - Categoria Formaggi Duri                           | Piave Vecchio DOP                                   |
| 2013 | Birmingham             | World Cheese Awards                            | Medaglia d'Argento                                                 | Piave Mezzano DOP                                   |
| 2013 | Villa Emo              | Caseus Veneti                                  | Medaglia d'Oro Di Categoria                                        | Formaggio Piave DOP                                 |
| 2013 | Birmingham             | World Cheese Awards                            | Medaglia d'Argento                                                 | Piave DOP Mezzano e Piave Vecchio DOP Selezione Oro |
| 2014 | Vedelago               | Caseus Veneti                                  | Miglior Formaggio Veneto                                           | Formaggio Piave DOP                                 |
| 2015 | Bruxelles              | International Taste & Quality Institute (iTQi) | Prodotto Ottimo - Due Stelle d'Oro                                 | Piave Vecchio DOP Selezione Oro                     |
| 2015 | Milano                 | Tuttofood                                      | Tra i Migliori 3 Formaggi della Fiera                              | Piave Vecchio DOP Selezione Oro                     |
| 2015 | Frome (Somerset)       | Global Cheese Awards                           | Medaglia di Bronzo - Categoria Best Italian Cheese (Hard)          | Piave Vecchio DOP Selezione Oro                     |
| 2015 | Nantwich               | International Cheese Awards                    | Encomio Speciale - Categoria Migliori Formaggi Duri Italiani       | Piave Vecchio DOP Selezione Oro                     |
| 2015 | Piazzola sul Brenta    | Caseus Veneti                                  | Medaglia d'Oro Di Categoria                                        | Formaggio Piave DOP                                 |
| 2015 | Bruxelles              | Superior Taste Award                           | Prodotto Ottimo - Due Stelle d'Oro dagli chef stellati Michelin    | Piave Vecchio DOP Selezione Oro                     |
| 2016 | Mogliano Veneto        | Italian Cheese Awards                          | Miglior Formaggio italiano Stagionato                              | Piave Vecchio DOP Selezione Oro                     |
| 2016 | Bruxelles              | International Taste & Quality Institute        | Superior Taste Award - 3 stelle                                    | Piave Vecchio DOP Selezione Oro                     |
| 2016 | Pandino                | Trofeo San Lucio                               | Migliore tra i Migliori - Miglior Formaggio dell'evento            | Piave Vecchio DOP Selezione Oro                     |
| 2016 | Gillingham             | Guild of Fine Foods                            | Great Taste Award - Top 50 foods (tra i 50 migliori cibi al mondo) | Piave Vecchio DOP Selezione Oro                     |
| 2016 | Piazzola sul Brenta    | Caseus Veneti                                  | Miglior Formaggio Stagionato del Veneto                            | Piave Vecchio DOP Selezione Oro                     |
| 2016 | Piazzola sul Brenta    | Caseus Veneti                                  | Medaglia d'Oro di Categoria                                        | Piave Vecchio DOP Selezione Oro                     |
| 2016 | Frome                  | Global Cheese Awards                           | Medaglia d'Oro - Miglior Formaggio Duro                            | Piave Vecchio DOP Selezione Oro                     |
| 2017 | Bruxelles              | Superior Taste Award                           | Superior Taste Award - 3 stelle                                    | Piave Vecchio DOP Selezione Oro                     |